# Candle on the Water
Candle on the Water ist ein Torch Song aus dem Disney-Film Elliot, das Schmunzelmonster (1977) von  Al Kasha und Joel Hirschhorn. Im Original wurde er von der Schauspielerin Helen Reddy gesungen. Das Lied war bei der Oscarverleihung 1978 als bester Song nominiert. Die deutsche Fassung wurde von Katja Ebstein gesungen.

## Hintergrund
Im Kontext des Films ist das Lied in einer Balkonszene zu hören. Nora (gespielt von Helen Reddy) singt über ihren Verlobten Paul (Cal Bartlett), der seit über einem jahr auf See verschollen ist. Kurz vorher hat ihr Vater Lampey (Mickey Rooney) ihr versucht zu erklären, das ihr Verlobter mit ziemlicher Sicherheit tot ist, was sie sehr kränkte.
Das Lied erschien auf dem Soundtrack-Album zum Film und wurde auch als Single ausgekoppelt. Die Single erreichte Platz 27 der U.S. Billboard Adult Contemporary.

## Oscarverleihung
Das Lied war bei der Oscarverleihung 1978 als „Bester Song“ nominiert, verlor aber gegen You Light Up My Life aus dem Soundtrack zu Stern meines Lebens. Es war nicht der einzige Disney-Song, der in diesem Jahr nominiert war. Someone’s Waiting for You aus Bernard und Bianca – Die Mäusepolizei war ebenfalls nominiert.

## Coverversionen
Wie bei zahlreichen Disney-Filmen wurde der Soundtrack in verschiedene Landessprachen übersetzt, sodass es verschiedene Fassungen des Liedes gibt. Die deutsche Version wurde von Katja Ebstein als Hell wie der Lichtschein auf dem Wasser interpretiert. Der Text wurde von Heinrich Riethmüller übersetzt.
1979 erschien eine schwedische Version von Sänger Kikki Danielsson unter dem Titel Jag är ditt ljus på mörka vatten auf dessen Album Rock’n Yodel.
Auf der Disney-Kompilation Disneymania 4 wurde es von Anneliese van der Pol interpretiert.
Im 2016 veröffentlichten Elliot, der Drache, dem Realfilm basierend auf Elliot, das Schmunzelmonster, singt die Band Okkervil River den Song.